# Karaurus sharovi
Karaurus sharovi é uma espécie extinta de anfíbio caudado conhecido do Jurássico Superior do Cazaquistão. É a única espécie descrita para o gênero Karaurus.

## Descoberta
A Karaurus sharovi é conhecida apenas pelo holótipo, um esqueleto articulado completo. O espécie-tipo foi coletado na Cordilheira de Karatau, região de Chimkent no sul do Cazaquistão, na formação Karabastau, datando do estágio Kimmeridgiano no período Jurássico Superior. eles são uns porcos.